# 양양 분기점
양양 분기점(襄陽分岐點, Yangyang Junction, 양양JC)은 강원특별자치도 양양군 서면 북평리와 범부리에 걸쳐 설치된 서울양양고속도로와 동해고속도로가 만나는 분기점이다. 2017년 6월 30일에 개통되었으며, 양양 나들목과 결합된 형태이다.

## 연혁
- 2008년 9월 9일 : 나들목 및 분기점 신설을 위해 양양군 도시계획시설 교통광장에 서면 북평리, 범부리, 상평리, 양양읍 임천리 일원을 양양 분기점 및 양양 나들목으로 고시[1]
- 2017년 6월 30일 : 서울양양고속도로 동홍천 ~ 양양 구간 개통과 함께 통행 개시[2]

## 구조물 정보
- 위치: 강원특별자치도 양양군 서면 북평리, 범부리

## 접속하는 노선

### 서울방면
- 서울양양고속도로 (13번)

### 삼척・속초방면
- 동해고속도로 (40번)

## 같이 보기
- 양양 나들목